# 両磐酒造
両磐酒造株式会社（りょうばんしゅぞう）は、岩手県一関市に本社を置く日本酒の蔵元。2024年（令和6年）7月末での酒類事業の終了を発表した。

## 概要
戦時下の企業統制により、1944年（昭和19年）に西磐井と東磐井の酒屋16店が企業合同して発足した。1952年（昭和27年）に本社工場建設。
主力銘柄の関山の名は、中尊寺の山号『関山』に因み、冬季限定商品「おっほ～」以外の全てのラインアップを「関山」で構成する。
2019年より、自社工場での生産を休んでおり、委託生産を行っていた。一関市末広1丁目の本社工場跡地はショッピングモールとなっている。
2022年より、平泉工場での仕込みが本格的に始まった。
2024年（令和6年）7月末で酒類事業（製造販売）を終了し、不動産賃貸業に業態転換することになった。

## 所在地
平泉工場、平泉営業所
〒029-4102 岩手県西磐井郡平泉町平泉字高田前66-3

## 銘柄
日本酒
- 関山
- おっほ～（冬季限定商品、どぶろく）

焼酎
- 月宵坂

リキュール
- 平泉の梅酒